# Bulbophyllum comberi
Bulbophyllum comberi là một loài phong lan thuộc chi Bulbophyllum. Nó được đặt tên để vinh danh James Comber.